# Casa Perducci

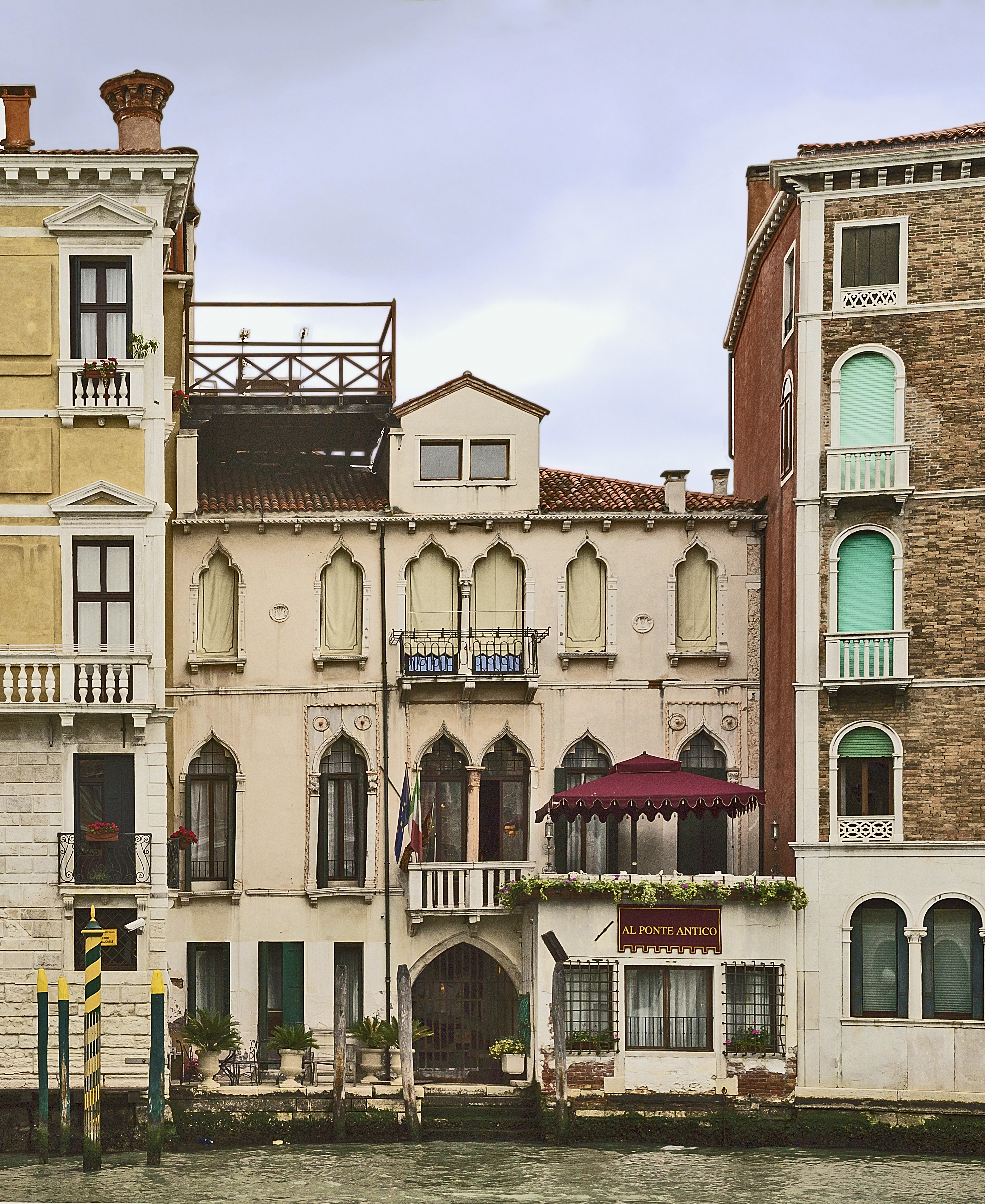
Casa Perducci

Casa Perducci este un palat din Veneția, situat în sestiere Cannaregio, pe malul stâng al Canal Grande, chiar înainte de Fontego dei Tedeschi, între Palatul Civran și Palatul Ruzzini.